# Ma Wenge
Ma Wenge, född 27 mars 1968 i Kina, är en kinesisk idrottare som tog individuellt OS-brons i bordtennis 1992 i Barcelona. Han har även vunnit lag-VM i bordtennis 1995 och 1997 tillsammans med Wang Tao, Ding Song, Kong Linghui och Liu Guoliang.